# Paul Landowski

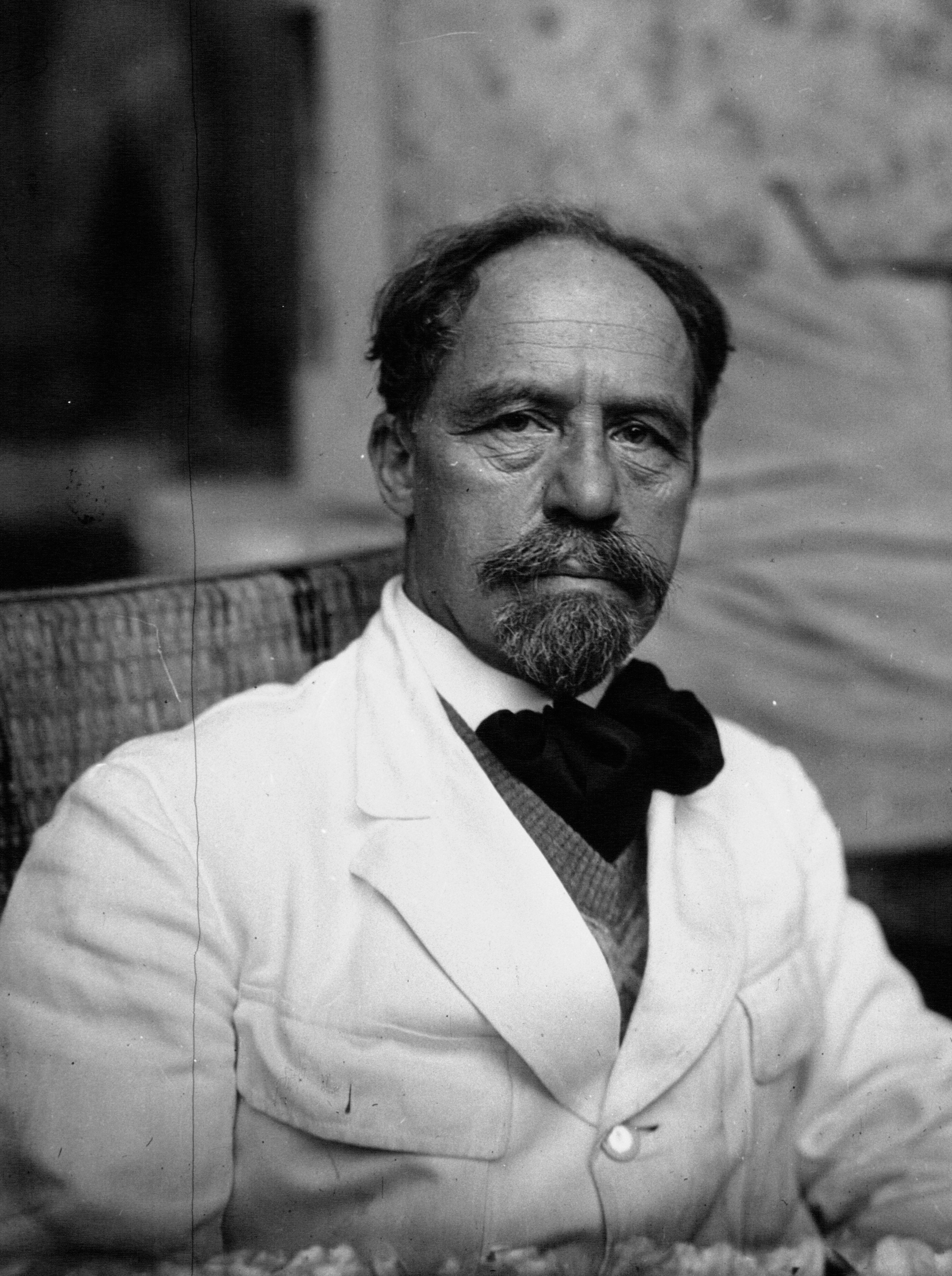
Paul Landowski in 1932

Paul Landowski (Parijs, 1 juni 1875 - aldaar, 31 maart 1961) was een Pools-Frans beeldhouwer.

## Biografie
Landowski werd geboren in 1875 in Parijs als zoon van een Pools immigrant die naar Frankrijk was gevlucht tijdens de Januariopstand (1863-1865). Hij studeerde aan de École nationale supérieure des beaux-arts. Hij won in 1900 de Prix de Rome in de categorie beeldhouwen. Hij maakte tal van beeldhouwwerken in en rond Parijs, alsook monumenten zoals het monument 'Les Fantomes' ter ere van de gesneuvelden bij de Tweede Slag bij de Marne. In 1931 maakte hij Christus de Verlosser in Rio de Janeiro. Het was een ontwerp van de Braziliaanse ingenieur Heitor da Silva Costa. Hij won een gouden medaille op de Kunstwedstrijden op de Olympische Zomerspelen 1928. 
Landowksi overleed in 1961 op 85-jarige leeftijd. Hij was de vader van componist Marcel Landowski. Zijn andere kinderen, Nadine (1908-1943) en Françoise (1917-2007), waren ook kunstenaars. 

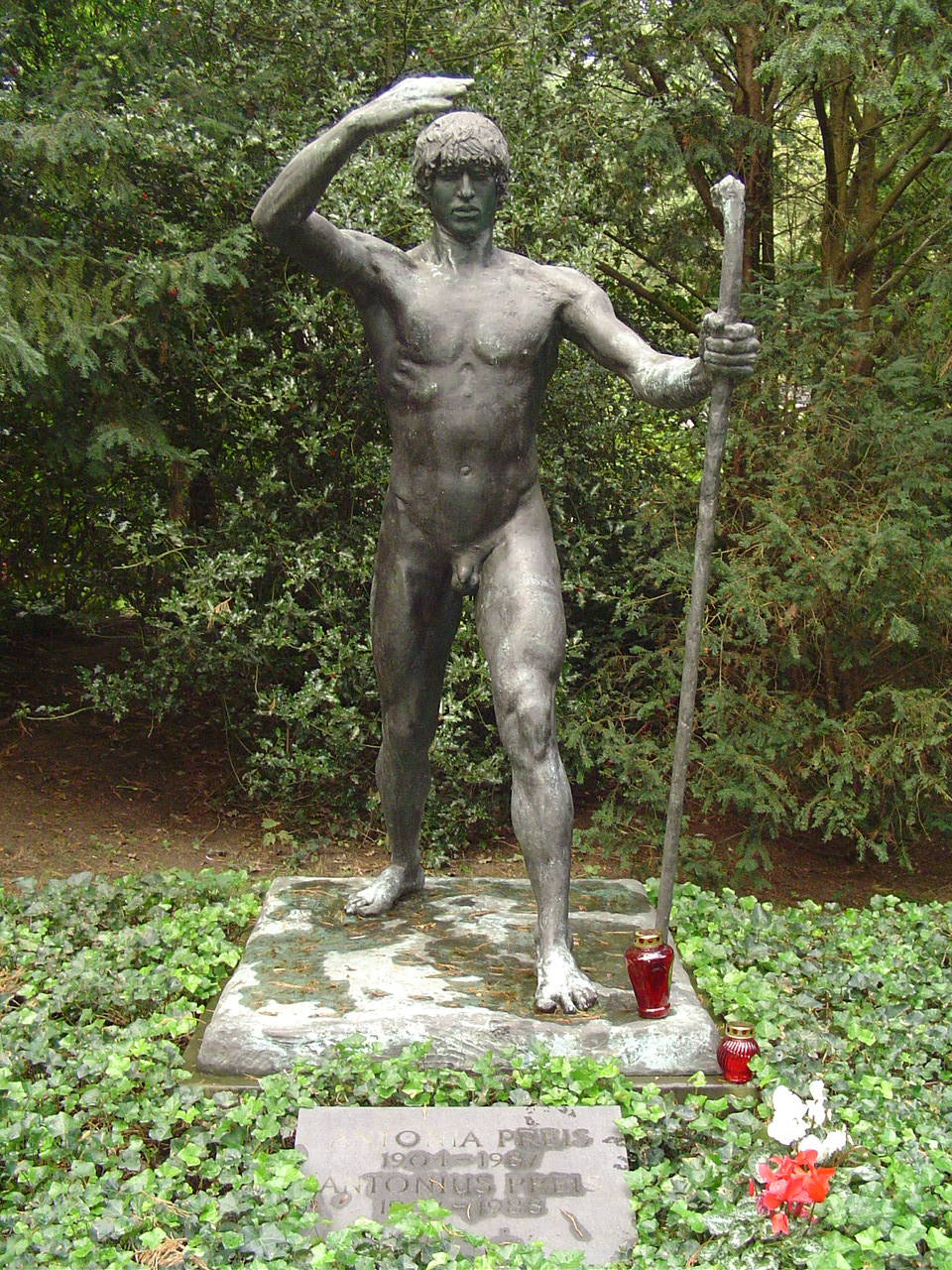
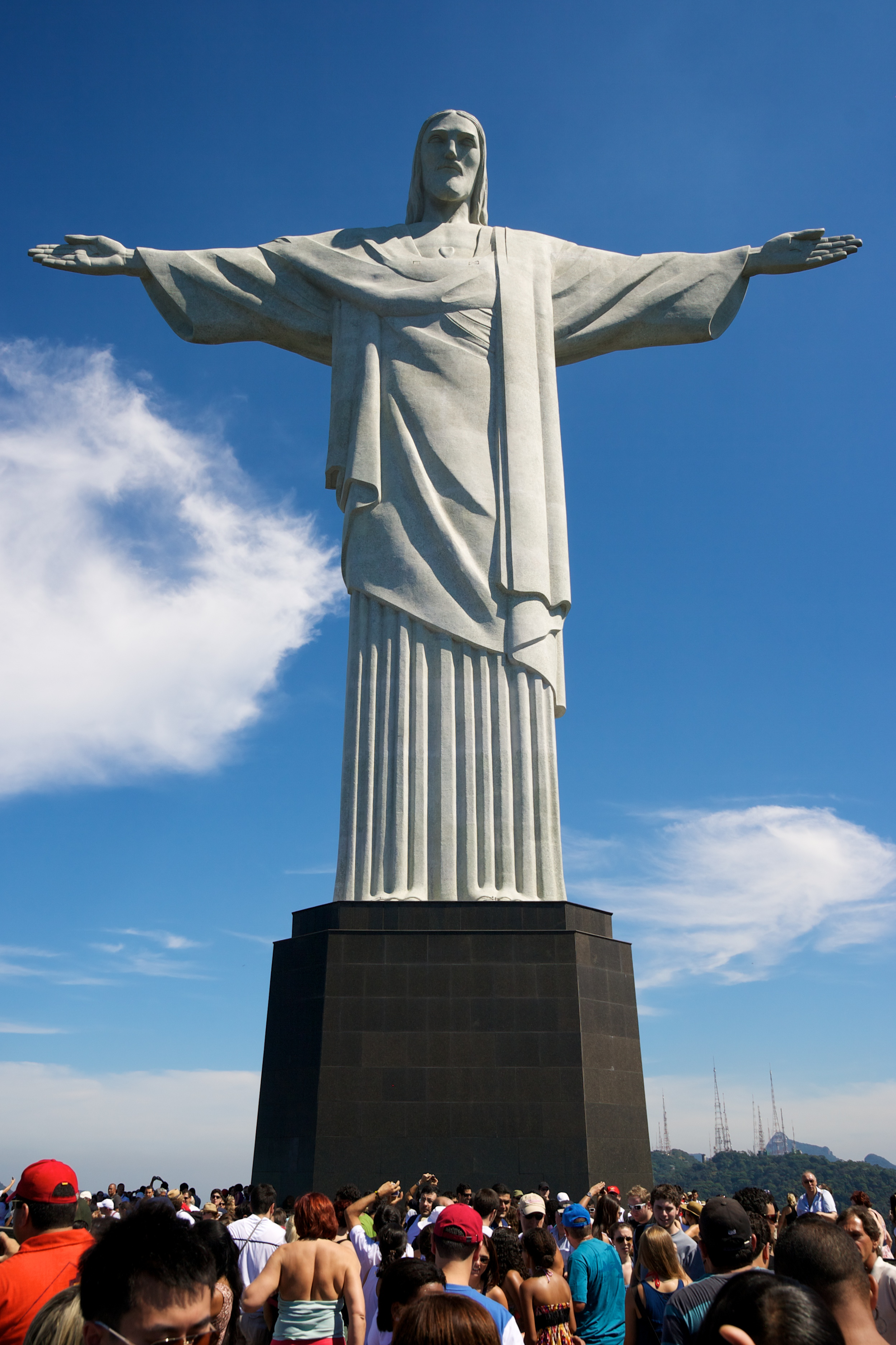

- Bibliothèque nationale de France: cb122019115 (data)
- Gemeinsame Normdatei: 119080532
- International Standard Name Identifier: 0000 0000 7246 8375
- KulturNav: 28a0da1f-3835-42e8-a947-2d2d0d3b7b9b
- Library of Congress Control Number: n90678397
- Base Léonore: 19800035/355/47681
- Nationale Bibliotheek van Israël: 987007407597105171
- Nationale Bibliotheek van Polen: a0000002627408
- Nederlandse Thesaurus van Auteursnamen: 214077098
- RKD-Nederlands Instituut voor Kunstgeschiedenis: 212180
- SNAC: w6qg2hfz
- Système universitaire de documentation: 030643791
- Union List of Artist Names: 500029352
- Virtual International Authority File: 44345807
- WorldCat: E39PBJv8ByxVMmXFmgH7Jrbjmd